# Eurocomunismo
El eurocomunismo designa a la tendencia del movimiento comunista adoptada por algunas organizaciones comunistas de Europa occidental a partir de  años 1970 y que se caracterizó por su rechazo al modelo desarrollado en la Unión Soviética, una mayor proximidad hacia la clase media social surgida del capitalismo y la aceptación del modelo parlamentario pluripartidista. El eurocomunismo fue desarrollado por los dos principales partidos occidentales de la época: el Partido Comunista Italiano (PCI) y el Partido Comunista Francés (PCF). Otros partidos más pequeños y marginales (como el Partido Comunista de Gran Bretaña) quedaron más dependientes del patrocinio de Moscú.
El Partido Comunista de España (PCE) y el Partido Socialista Unificado de Cataluña (PSUC) fueron legalizados después de la dictadura de Franco con una línea esencialmente eurocomunista, lo que les costó las respectivas escisiones del PCPE y el PCC. Los partidos comunistas de Austria, Grecia o Portugal también mostraban distintas tendencias eurocomunistas, pero fueron siempre minoritarias.

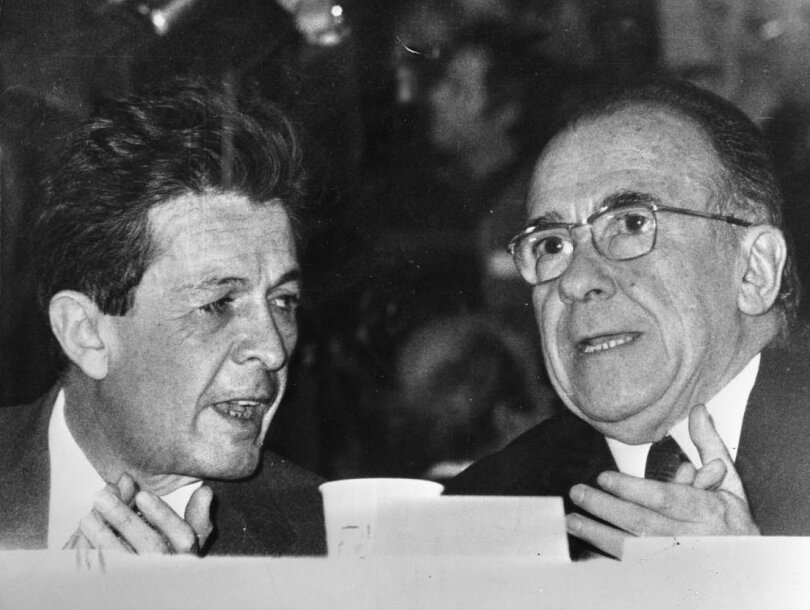
Enrico Berlinguer y Santiago Carrillo, 1976

El eurocomunismo se oficializó en marzo de 1977, cuando los secretarios generales Enrico Berlinguer del PCI, Santiago Carrillo del PCE y Georges Marchais del PCF se reunieron en Madrid y presentaron las líneas fundamentales de la "nueva forma".
Pero el PCI en particular ya había desarrollado una línea independiente de Moscú desde hacía años, que quedó claramente expresada en 1968, cuando el PCI, PCE, el Partido Comunista de Finlandia y el Partido Comunista Mexicano fueron los únicos partidos comunistas del mundo junto con el Partido Comunista Rumano en condenar la invasión de Checoslovaquia por el Pacto de Varsovia.
En 1975, el PCI y el PCE hicieron una declaración sobre la "construcción del socialismo" que debía ser en "paz y libertad". En 1976, en el XXV Congreso del Partido Comunista de la Unión Soviética celebrado en Moscú, Berlinguer, delante de 5000 delegados comunistas, habló de un "sistema pluralista" (traducido por el intérprete como "multiforme") y describió las intenciones del PCI de construir "un socialismo que creemos necesario y sólo posible en Italia".

## Bases del eurocomunismo
El eurocomunismo, en definitiva, considera que es extremadamente difícil realizar una revolución socialista en los países capitalistas. Por este motivo, el partido debía de ejercer el papel de liderazgo a través de una vanguardia proletaria y de una organización basada en cuadros, para convertirse en un partido de masas. Dicha táctica conduciría en un futuro, según los eurocomunistas, a ampliar su base social, con lo que sería posible llegar al gobierno en elecciones pluripartidistas. Hay que señalar que el eurocomunismo, como indica Carrillo, no reniega de la revolución; su apuesta por la reforma es táctica, ante lo que consideran una enorme dificultad de revolución en los países capitalistas.[cita requerida]
Antes de que el fin de la Guerra Fría pusiera a prácticamente todos los partidos de izquierda de Europa a la defensiva y las reformas neoliberales estuvieran a la orden del día, muchos partidos comunistas tuvieron escisiones, con el ala derecha (como el Partido Democrático de la Izquierda en Italia) adoptando sinceramente la socialdemocracia, mientras que las alas izquierda se esforzaron en mantener identificables posiciones comunistas, como el Partido de la Refundación Comunista o el Partido de los Comunistas de Cataluña.
Los eurocomunistas renuncian a las ideas de partido único y dictadura del proletariado, planteado la idea de construir un sistema de producción y distribución de las riquezas, diferente al capitalismo y de base socialista, pero en un sistema pluralista y pluripartidista. Es decir, así como existen partidos comunistas que se presentan a elecciones dentro del sistema capitalista, pretenderían construir un sistema socialista donde los partidos no socialistas también se pudieran presentar a las elecciones. Para ellos, la democracia es un requisito previo para la construcción del socialismo.

## Críticas al eurocomunismo
Se han realizado críticas al eurocomunismo desde diversas corrientes políticas. Algunos autores acusan a los eurocomunistas de no romper definitivamente con la URSS (el PCI solo tomó este paso en 1981 después de la represión contra Solidarność en Polonia), incluso aunque esto pareciera la consecuencia natural del desarrollo de su ideología. Esta timidez se ha explicado con el miedo a perder a los viejos militantes de los partidos, educados en la admiración a la URSS, o por una exigencia de la realpolitik de mantener el apoyo al primer país en aplicar el socialismo.
Otros críticos apuntan a las dificultades de los partidos eurocomunistas para desarrollar una estrategia clara y reconocible. Estos críticos observan que los eurocomunistas siempre habían reclamado ser diferentes, no solo del comunismo soviético, sino también de la socialdemocracia europea, pero nunca desarrollaron un programa original y creíble.
Algunos críticos liberales, como el historiador francés François Furet, ven en el eurocomunismo el intento de absolver al comunismo de los crímenes soviéticos.[cita requerida]
Los leninistas acusan a los eurocomunistas de traidores a la causa obrera, y de aspirar al socialismo a través de una malintencionada interpretación del estado y el ignoro del materialismo dialéctico y el materialismo histórico, bases del marxismo. Para los leninistas y las bases del marxismo no es posible aspirar a un gobierno comunista a través de reformas dentro del sistema capitalista, sino de una revolución, sobre la base de la reacción de la burguesía en contra de un gobierno proletario triunfante.[cita requerida]
Desde las obras de Marx y Engels, se puede afirmar que el eurocomunismo contradice la obra de los dos primeros, siendo el eurocomunismo igual a la socialdemocracia al negar ambos el materialismo dialéctico e histórico, bases del marxismo y el socialismo científico, al negar la toma revolucionaria del poder por el proletariado y negar la mayor parte de las conclusiones de Marx y Engels sobre la lucha de clases. Esto se puede comprobar al comparar la teoría y praxis del eurocomunismo con la totalidad de las obras de ambos autores, más fácilmente detectable en las obras La guerra civil en Francia, Manifiesto comunista, sus conclusiones sobre la comuna de París, El capital, Anti-Dühring.[cita requerida]
Desde un punto de vista trotskista, Ernest Mandel en Los amargos frutos del socialismo en un solo país ve el eurocomunismo como un desarrollo subsiguiente de la decisión tomada por la URSS en 1924 de abandonar el objetivo de la revolución mundial y concentrarse en el desarrollo social y económico de la URSS. Esta doctina desarrollada por Stalin, llamada socialismo en un solo país, demostró con el tiempo su inviabilidad. Por esto, considera a los eurocomunistas del PCI y el PCF como movimientos nacionalistas que junto a la URSS han abandonado el internacionalismo, como hizo la mayoría de los partidos socialdemócratas de la Segunda Internacional, durante la Primera Guerra Mundial cuando apoyaron a sus gobiernos nacionales en el proceso de la guerra.
Desde la socialdemocracia, Felipe González cuestiona su adhesión al sistema democrático; pues, si la ruptura eurocomunista tiene carácter fundacional, como lo tuvo la disolución de la Segunda Internacional Socialista que separó a los socialdemócratas de los comunistas, porque siguen usando internamente como modo de organización el centralismo democrático, que no se considera democrático.
Desde el marxismo, Julio Anguita lo definió como un "producto de márketing".

## Desarrollo en España
En España existieron diferentes organizaciones, grupos y partidos de ideología marxista-leninista que se opusieron inicialmente a la "deriva política e ideológica" del Partido Comunista de España (PCE) y su política de Reconciliación Nacional y posteriormente a las tesis eurocomunistas adoptadas por este.
Muchos acabaron escindiéndose del PCE, entre ellos el Partido Comunista de España (marxista-leninista) (PCE (m-l)) en 1964, el Partido Comunista de España (VIII-IX Congresos) (PCE (VIII-IX)) en 1968, el Partido Comunista Obrero Español (PCOE) en 1973 y el Partido Comunista de los Trabajadores (PCT) en 1977; muchos acabarán confluyendo en el Partido Comunista de España Unificado (PCEU) en 1980 y posteriormente unificados junto a otros grupos en el Partido Comunista de los Pueblos de España (PCPE) en 1984.
En 1981, en el V Congreso del Partit Socialista Unificat de Catalunya (PSUC) se discute la aprobación del eurocomunismo por parte de este, finalmente salen vencedores los partidarios del no encabezados por Pere Ardiaca, Josep Serradell, Joan Ramos y Quim Boix entre otros, siendo expulsados posteriormente para crear el Partit dels Comunistes de Catalunya (PCC), partido fiel al marxismo-leninismo.
En España la más importante crítica ideológica del eurocomunismo [cita requerida] y como respuesta al libro de Santiago Carrillo Eurocomunismo y Estado viene de la mano de Carlos Tuya, dirigente del Partido Comunista de los Trabajadores (PCT) con su libro La función histórica del estado y la democracia (Ediciones Akal).
Históricamente los partidos comunistas que renunciaron al leninismo a raíz del eurocomunismo y hasta la actualidad acostumbran a denominarse marxistas revolucionarios en contraposición a los marxistas-leninistas.[cita requerida] Este es el caso, por ejemplo, del Partido Comunista de España (Marxista-Revolucionario) (PCE (m-r)) fundado por Santiago Carrillo a su salida del PCE.